# Зборовский, Виктор
Виктор Зборовский (пол. Wiktor Zborowski; род. 10 января 1951, Варшава) — польский актёр театра, кино, радио (Театр Польского радио) и дубляжа.

## Биография
Окончил Государственное театральное училище в Варшаве в 1973 году.
С 1972 года — член Польской объединенной рабочей партии, из которой вышел в начале 1980-х годов.
В юности занимался баскетболом. Был членом юношеской мужской сборной Польши по баскетболу. Однако получил травму, из-за которой был вынужден завершить свою карьеру.
Является автором слогана «Teraz Polska».